# Christoph Burckhardt & Co.
Christoph Burckhardt & Co. (abgekürzt CBC, auch Christoph Burckhardt & Cie.) war ein Handelshaus mit Sitz in Basel, Schweiz. Das Unternehmen existierte von 1789 bis 1812. Es war im internationalen Grosshandel mit Baumwollstoffen und Kolonialwaren tätig. Der Hauptsitz befand sich im Segerhof am Blumenrain in Basel.

## Geschichte
Christoph Burckhardt & Co. entstand aus dem Vorgängerunternehmen Christoph Burckhardt & Sohn im Haus ‘zur Goldenen Müntz’. Unter dieser Firma wurde das Unternehmen von Christoph Burckhardt-Vischer (1708–1789) und seinem Sohn Leonhard Burckhardt-Mieg, -von Schenksfeld (1729–1817) geführt. 1766 trat der jüngere Sohn Christoph Burckhardt-Merian als Teilhaber ein. 1789, nach dem Tod des Vaters, trennten sich die beiden Brüder. Der ältere führte im Ernauerhof das Geschäft unter dem alten Firmennamen weiter, der jüngere, Christoph Burckhardt-Merian gründete die Firma Christoph Burckhardt & Co.
Wie bei anderen Basler Firmen jener Zeit, zum Beispiel Frères Merian, lag auch der Schwerpunkt von Christoph Burckhardt & Co. beim Handel mit Textilien und Kolonialwaren, vor allem Baumwollstoffen. Im Kontext der Revolutionskriege und der Kontinentalsperre war die Geschäftstätigkeit volatil und risikoreich.
Die Filiale Bourcard Fils & Co. in Nantes unter Christoph Burckhardts zweitem Sohn Christoph Burckhardt junior (1766–1815) war in den transatlantischen Sklavenhandel involviert, der als Dreieckshandel ablief. Sie beteiligte sich an Sklavenschiffen. So brachte das Schiff Le Cultivateur in 1817 mit Transport von 178 Männern, 90 Frauen, 166 Jungen und 85 Mädchen nach Abzug von 27 unterwegs Verstorbenen 16236 Franc ein.
Im Kontext der des Kriegs zwischen Frankreich und Grossbritannien ging die Filiale in Nantes auch Beteiligungen an französischen Korsarenschiffen ein.